# Eichenstraße (Wien)
Die Eichenstraße befindet sich im 12. Wiener Gemeindebezirk, Meidling. Sie ist Teil der ehemaligen Bundesstraße B12, zu der in Wien auch die Breitenfurter Straße und die Brunner Straße gehören.

## Verlauf und Charakteristik

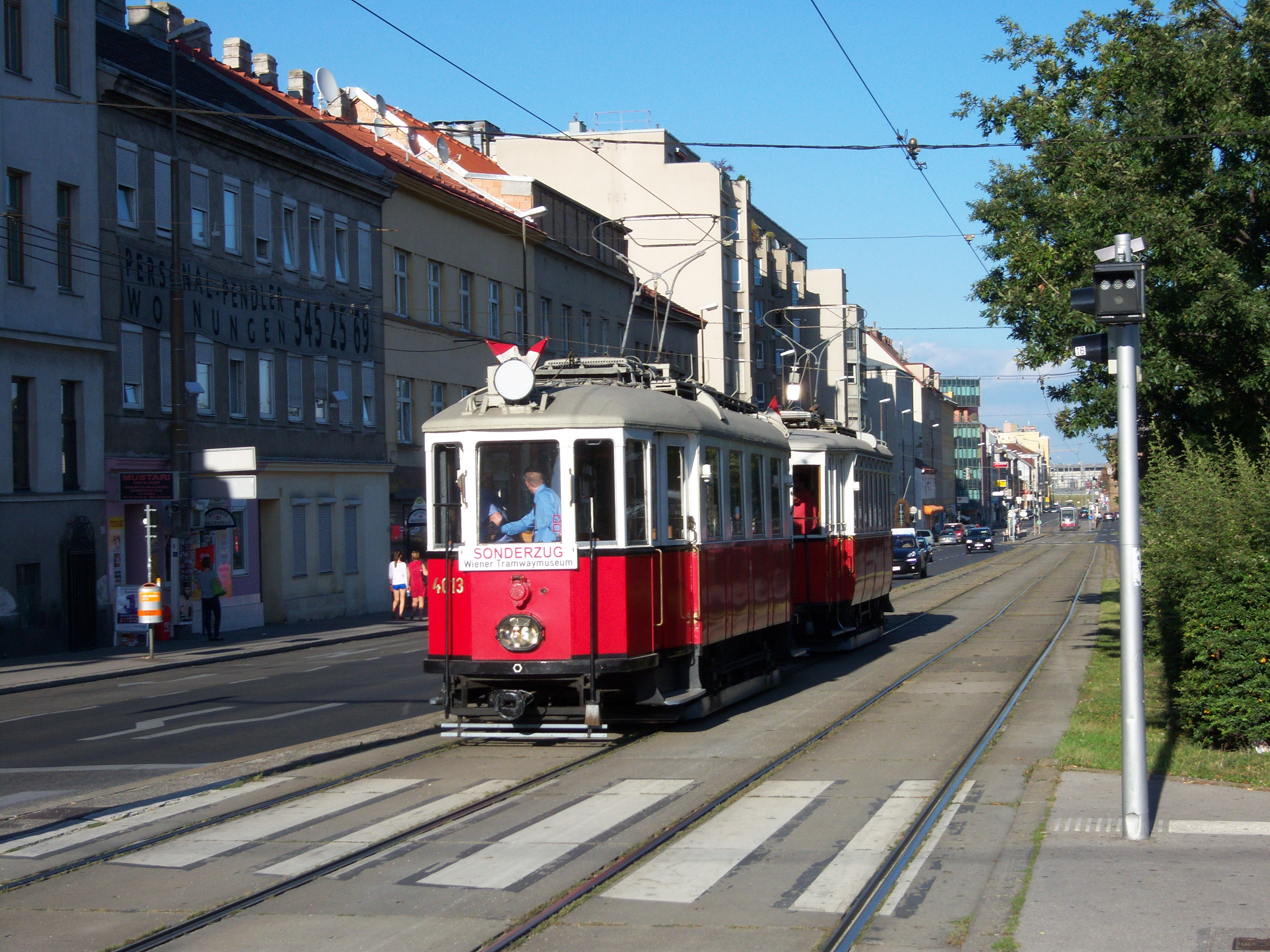
Eichenstraße beim Bahnhof Meidling nach Osten (2012)

Die Eichenstraße verläuft von Ost nach West entlang der Südbahn-Strecke bzw. der ÖBB-Betriebsanlagen Wien Matzleinsdorf (auf dem Gelände des früheren Frachtenbahnhofs Matzleinsdorf) vom Margaretengürtel bis zur Philadelphiabrücke. Sie setzt sich nach Westen in der Edelsinnstraße fort. Gequert wird die Eichenstraße von der Längenfeldgasse, an ihrem westlichen Ende bilden die Meidlinger Hauptstraße, die Wilhelmstraße und der Straßenzug Eichenstraße / Edelsinnstraße den nördlichen Teil des Verkehrsknotens bei der Philadelphiabrücke.
Am östlichen Straßenende befand sich an der nördlichen Straßenseite der Betriebsbahnhof Wolfganggasse der Lokalbahn Wien–Baden. Aus ihm bogen die Züge der Badner Bahn in die Eichenstraße ein und befuhren sie auf etwa 1400 m Länge bis zur Philadelphiabrücke. Seit 2018 verkehrt sie nur mehr auf den gleichen Gleisen, die auch von der Straßenbahnlinie 62 befahren werden (ab Dörfelstraße nach Westen).
Die Station Eichenstraße der Straßenbahn und der Lokalbahn Wien–Baden befindet sich im Tunnel der Unterpflasterstraßenbahn Wien.
Nahe dem westlichen Straßenende, bei der Philadelphiabrücke, befinden sich eine gleichnamige U-Bahn-Station der U-Bahn-Linie U6 und der ÖBB-Bahnhof Wien Meidling, 2009–2014 wegen des Baus des neuen Wiener Hauptbahnhofs Ausgangspunkt des Personenverkehrs der Südbahn und ständig Haltepunkt mehrerer Schnellbahnlinien. Bei diesen beiden Verkehrsstellen haben die Autobuslinien 8A, 9A, 59A und 62A der Wiener Linien ihre Endstation, befahren die Eichenstraße aber sonst nicht.
Die Eichenstraße ist an ihrer Südseite ausschließlich durch Gebäude im Zusammenhang mit der Südbahn charakterisiert. Die nördliche Seite besteht großteils aus Wohnbauten, die nach 1945 erbaut wurden.

## Geschichte

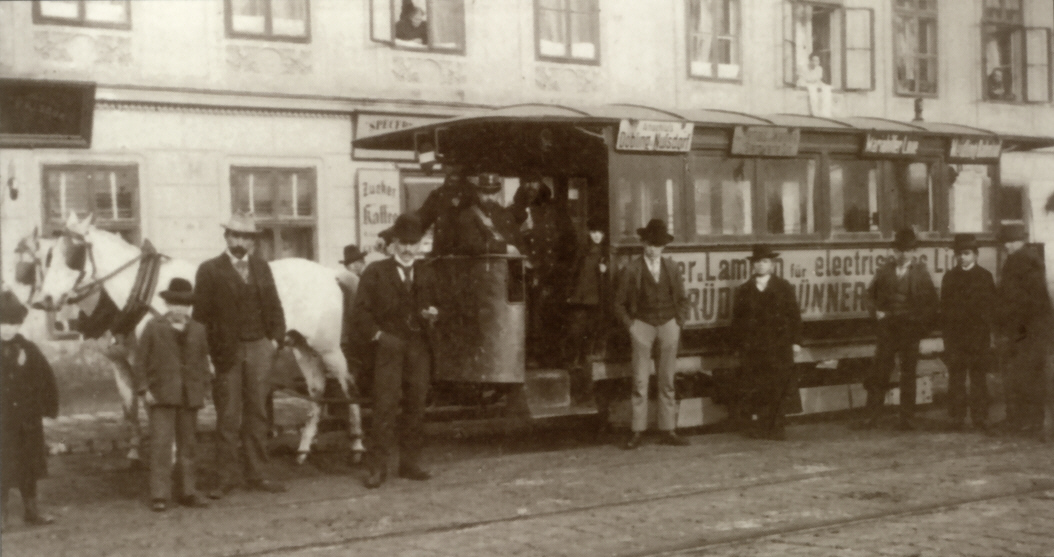
Eichenstraße 52; letzte Fahrt der Neuen Wiener Tramwaygesellschaft in die Vororte, 1898

Der ursprüngliche Name der Eichenstraße war Dammstraße, nach dem parallel verlaufenden Bahndamm. 1894 erhielt sie den Namen Eichenstraße nach zwei Eichen an der Einmündung der Wilhelmstraße in die Eichenstraße, bei denen sich auch Marterln befanden.
Die Gegend gehörte früher zu den Ortschaften Wilhelmsdorf und Untermeidling, der östlichste Teil der Straße gehörte bis 1907 zum 5. Gemeindebezirk, Margareten (Bezirksteil Neu-Margareten).
Während der Bürgerkriegsereignisse des Februar 1934 spielte die Eichenstraße eine bedeutende Rolle, denn hier fielen die ersten Opfer. Am 12. Februar wurde der Polizist Josef Schiel, der einen bewaffneten Arbeiter anhalten wollte, von diesem erschossen. Aus einer anschließend stattfindenden Demonstration, die von der Polizei aufgelöst werden sollte, fielen Gewehrschüsse gegen die Exekutive, die den Rückzug antreten musste. Bewaffnete Angehörige des Republikanischen Schutzbundes besetzten zahlreiche Standorte Meidlings und errichteten entlang der Eichenstraße Verteidigungsposten vom Matzleinsdorfer Frachtenbahnhof bis zum Meidlinger Bahnhof, der auch besetzt wurde. Erst mit Verstärkung des Bundesheeres und dem Einsatz eines Panzerzuges gelang es der Polizei, den Bahnhof wieder zurückzuerobern.
Aus dem Kreuzungsbereich mit der Längenfeldgasse wurde die Meidlinger Hofküchenwasserleitung nach Schloss Schönbrunn geleitet.

## Bemerkenswerte Gebäude
Am östlichen Ende der Eichenstraße liegt an der nördlichen Straßenseite die ehemalige Remise der Badner Bahn mit ihrem ehemaligen Bahnhof Wolfganggasse (bis 2018). Nach Absiedlung der Badner Bahn wurden dort alle Geleise entfernt (die Badner Bahn fährt seither zwischen den Stationen Eichenstraße und Dörfelstraße auf den Gleisen der Linie 62 in der Flurschützstraße) und das Areal als Stadtentwicklungsgebiet genutzt, wobei das historische Bahngebäude nun unter dem Namen „Gleis//Garten“ als Gebäude für Gastronomie und Veranstaltungen verwendet wird. Daneben, an der Ecke zur Wolfganggasse 58–60, befindet sich das ehemalige Betriebsgebäude des Ersten Niederösterreichischen Arbeiter-Consumvereins, das in den Jahren 1898–1909 von Franz und Hubert Gessner erbaut wurde.

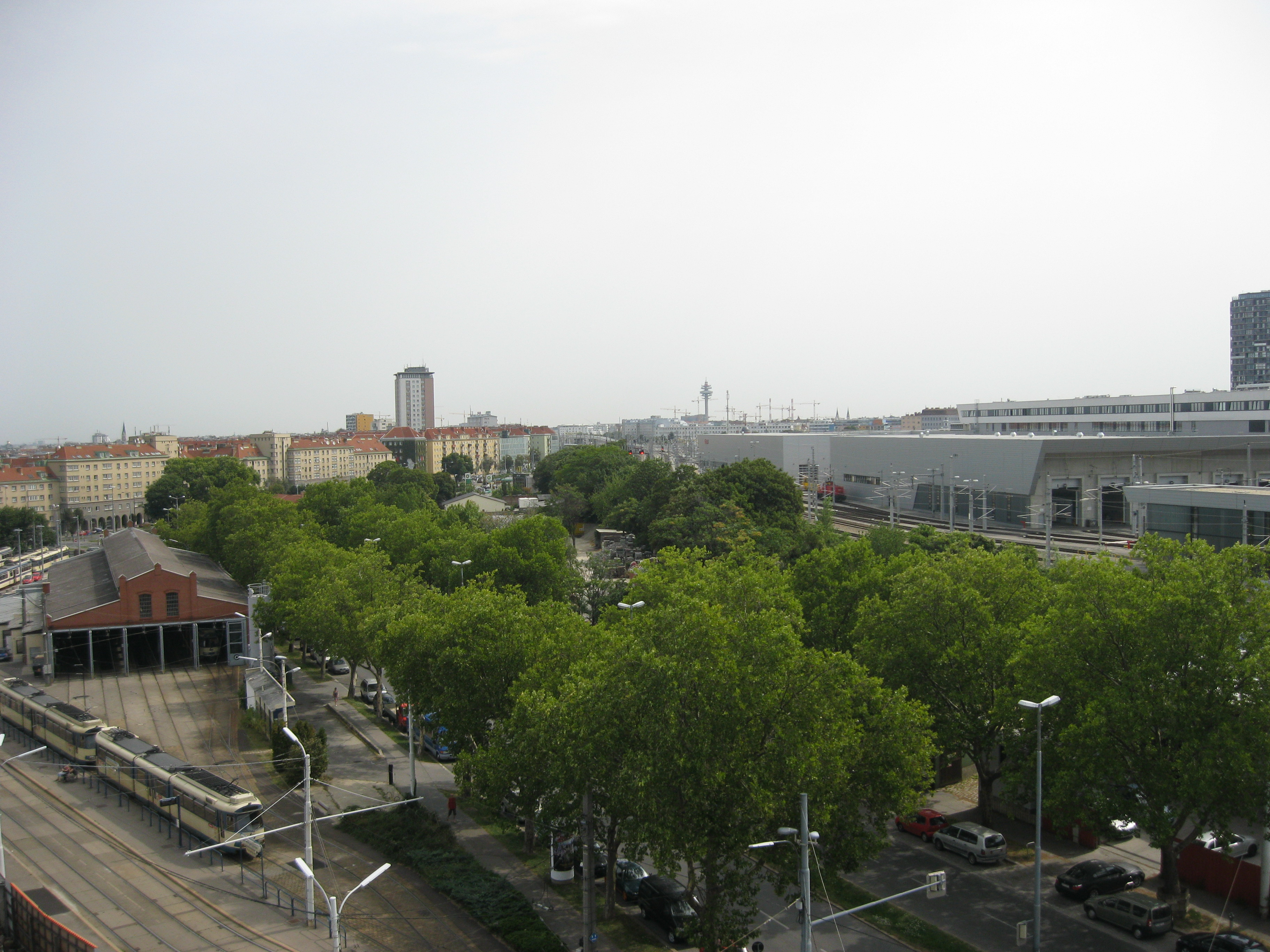
Links das Gebäude der ehemaligen Remise (später alle Geleise entfernt), in der Mitte als Allee die Eichenstraße
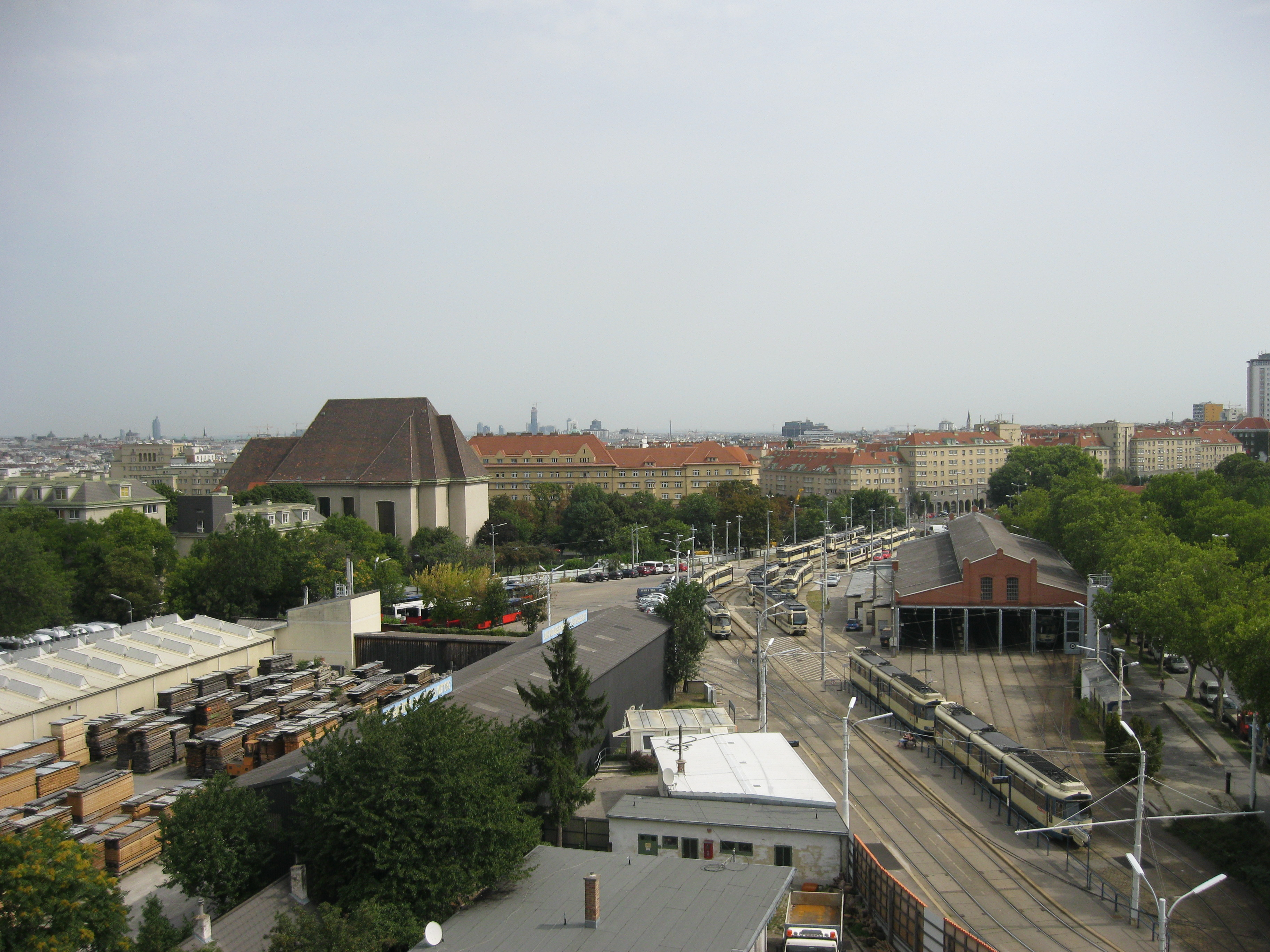
Gelände des ehemaligen Betriebsbahnhofs der Badner Bahn; rechts hinter Bäumen die Eichenstraße
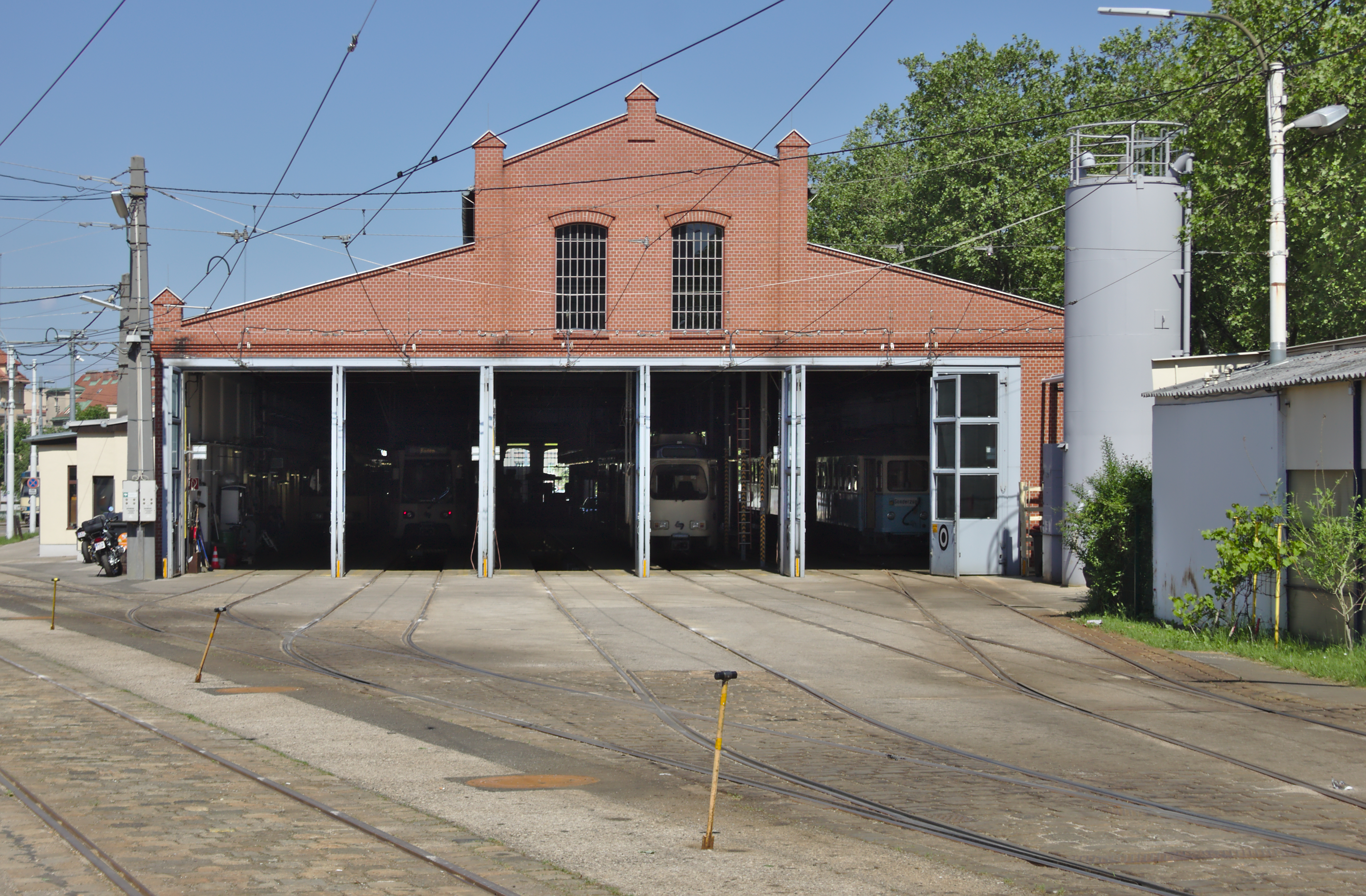
Ehemalige Remise
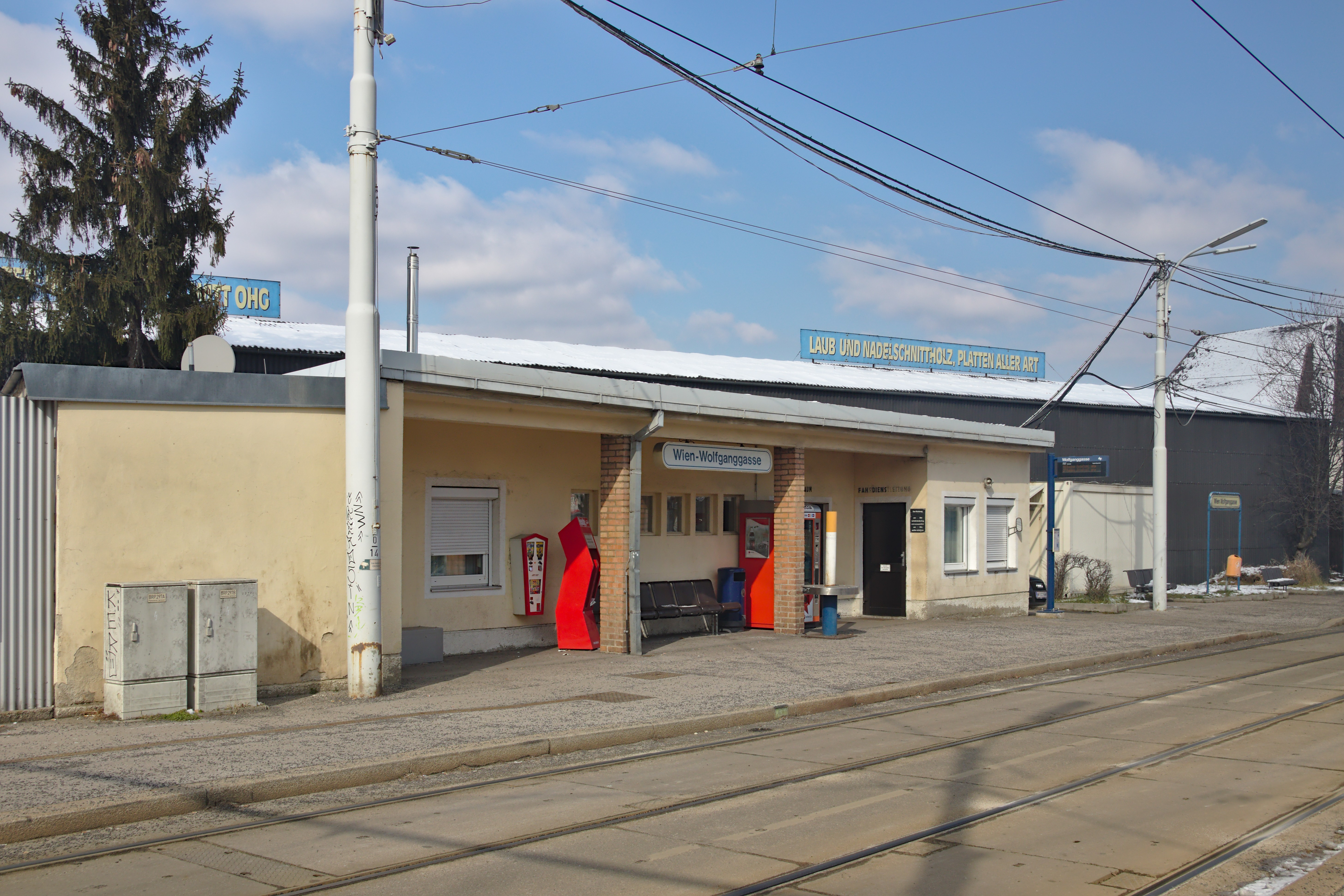
ehem. Stationsgebäude, später abgerissen.
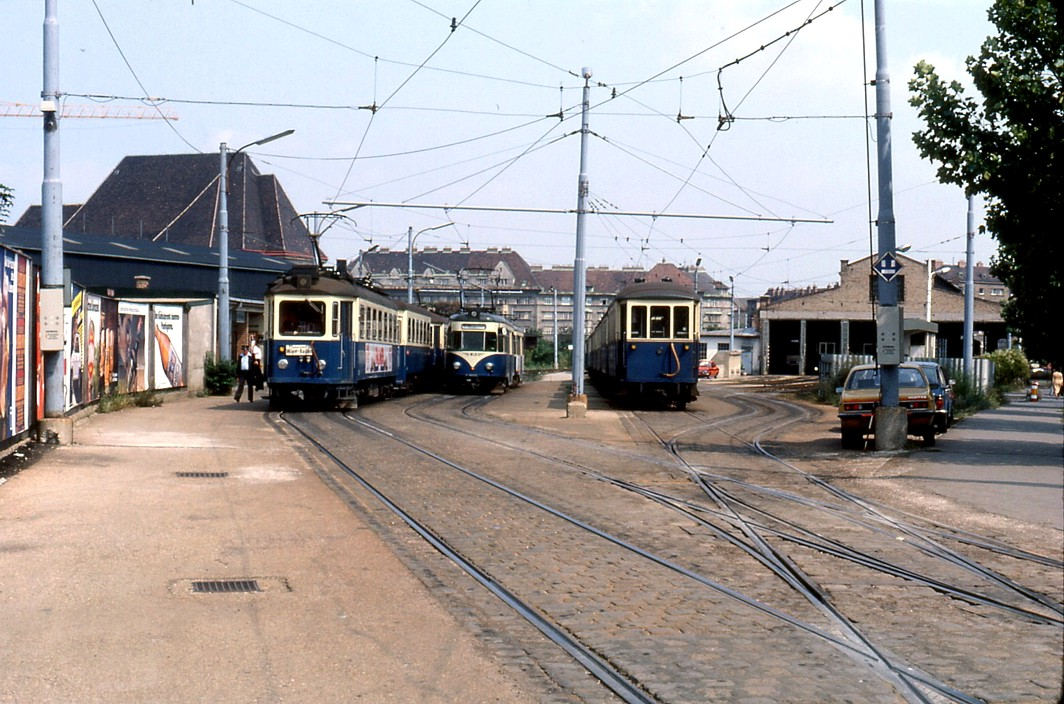
Zugsgarnituren der WLB im Bereich der ehem. Remise Wolfganggasse
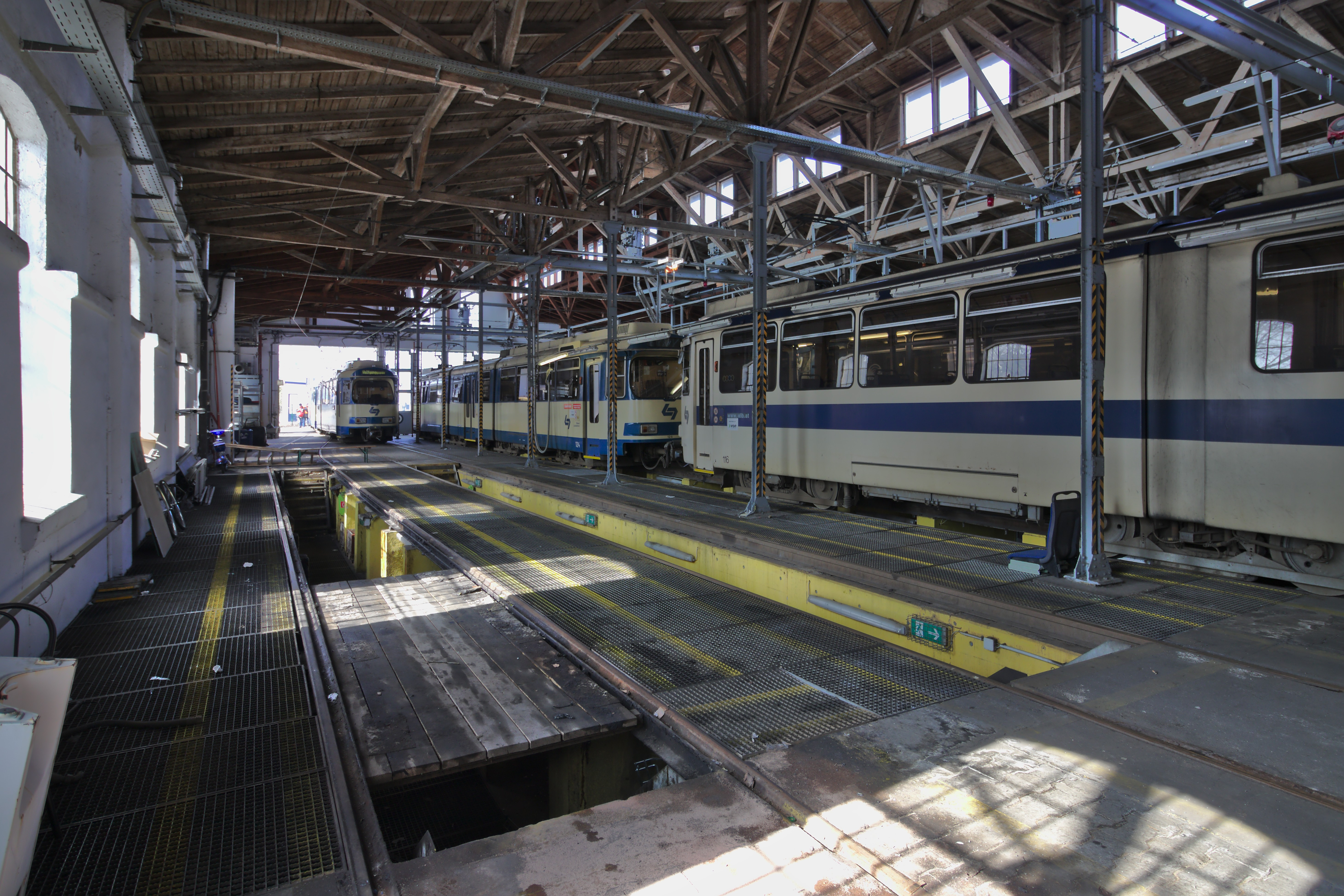
Remisengebäude Wolfganggasse noch als Stellplatz für Zugsgarnituren
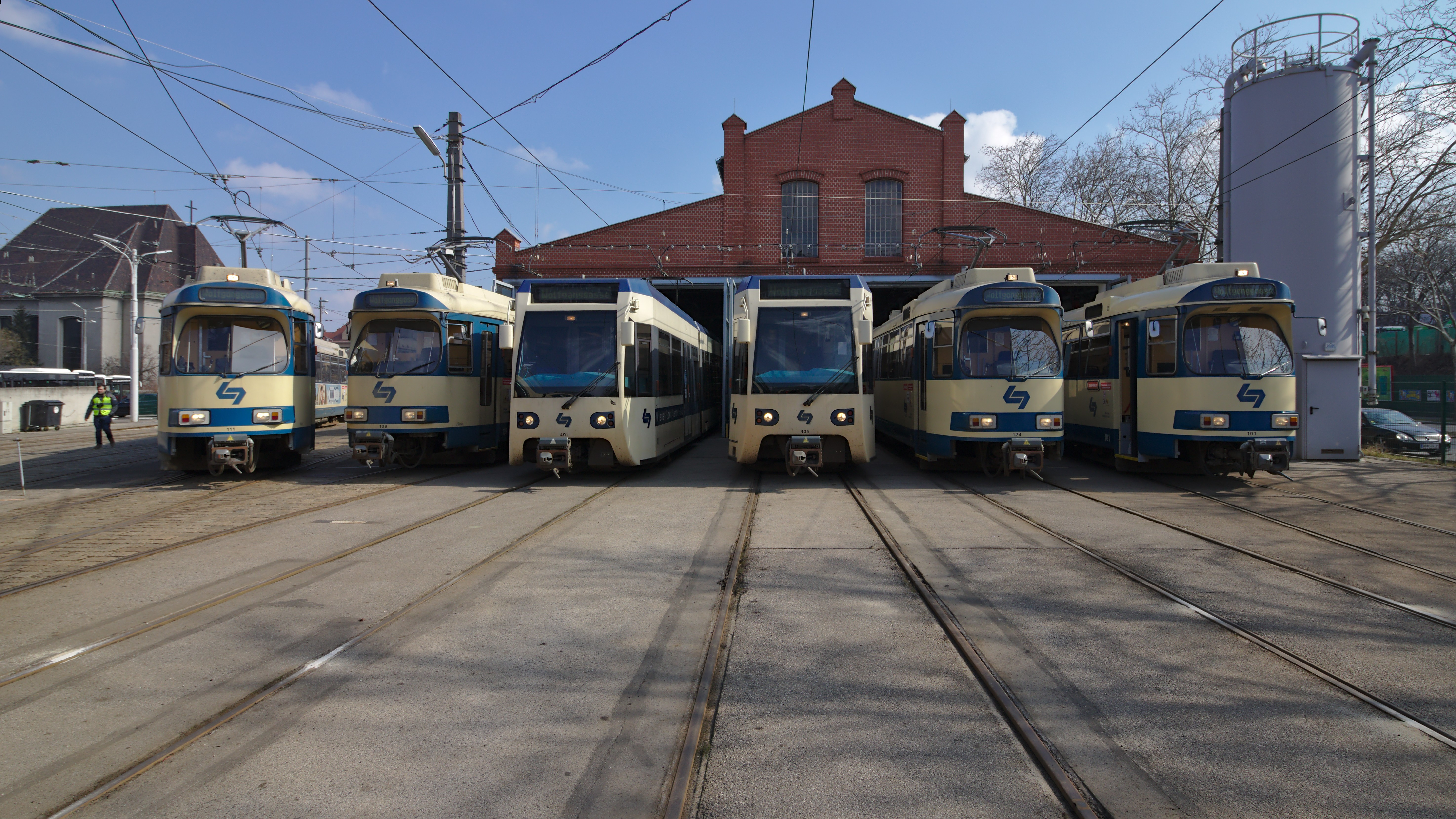
Stationsbereich Wolfganggasse als Stellplatz für Zugsgarnituren

### Nr. 5 bis 23: Arbeiterwohnhäuser
In Zusammenhang mit dem Meidlinger Bahnhof stehen die in der Eichenstraße 5–23 um 1870 nach Plänen von Wilhelm Flattich errichteten Arbeiterwohnhäuser, deren Äußeres fast unverändert erhalten ist. (Flattich hatte als Direktor für Hochbau der Südbahngesellschaft auch den Wiener Südbahnhof und andere Gebäude an der Strecke errichtet.) Es handelt sich um ein Beispiel eines frühen sozialen Wohnbaus, bei dem in zehn dreistöckigen Arbeiterhäusern Wohnungen für die Bediensteten der Südbahngesellschaft geschaffen wurden. Hofseitig, den Bahngeleisen zu gelegen, wurden Gärten zum Spielen für die Kinder angelegt. Die Backsteinbauten wurden relativ schmucklos, lediglich durch Kordon- und Kranzgesimse gegliedert, ausgeführt.
Diese Gebäude stehen unter Denkmalschutz. Bis Herbst 2015 wurden sie, bei Beibehaltung der Fassaden, in 152 Apartments umgebaut und werden seither als Studentenwohnheim verwendet.

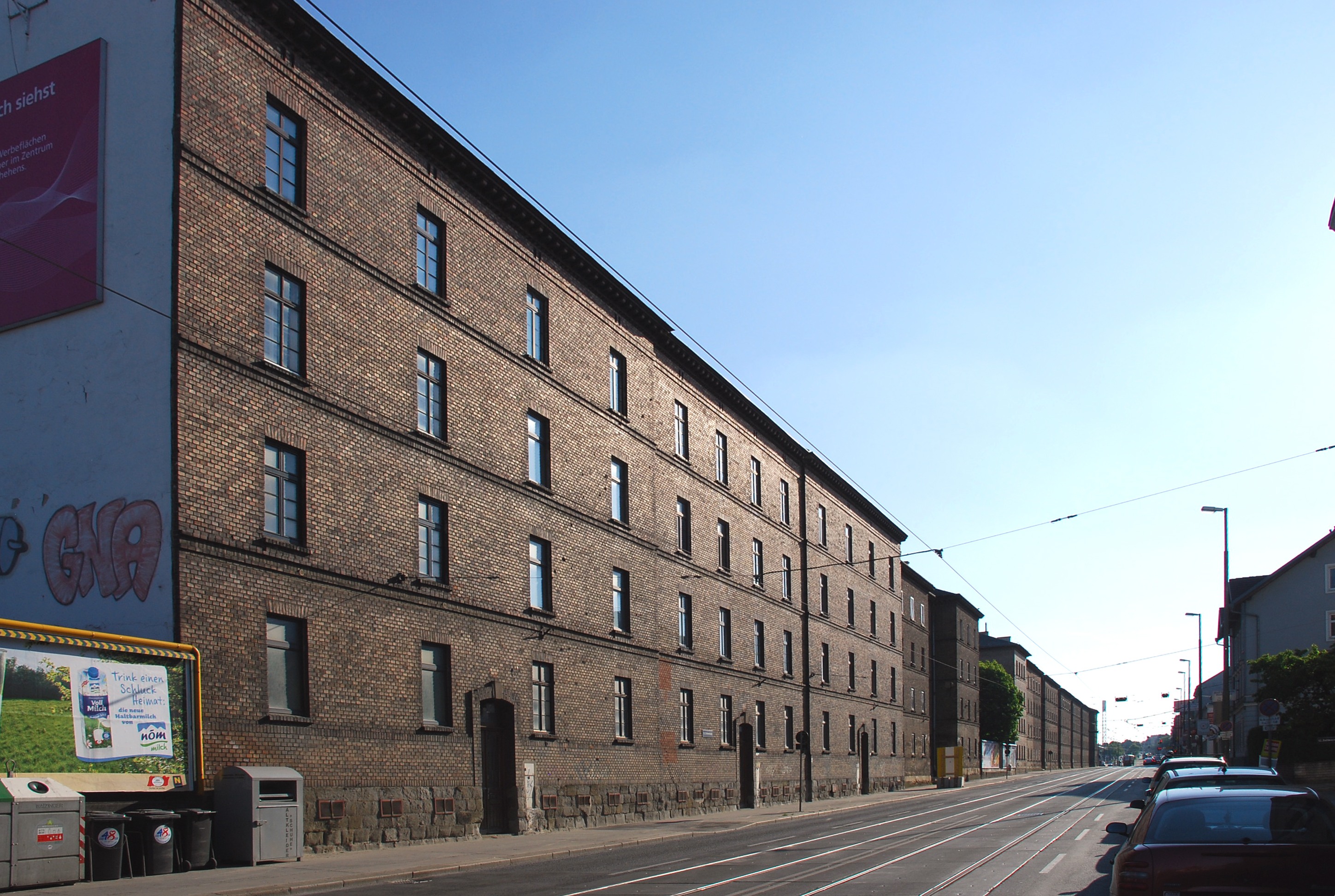
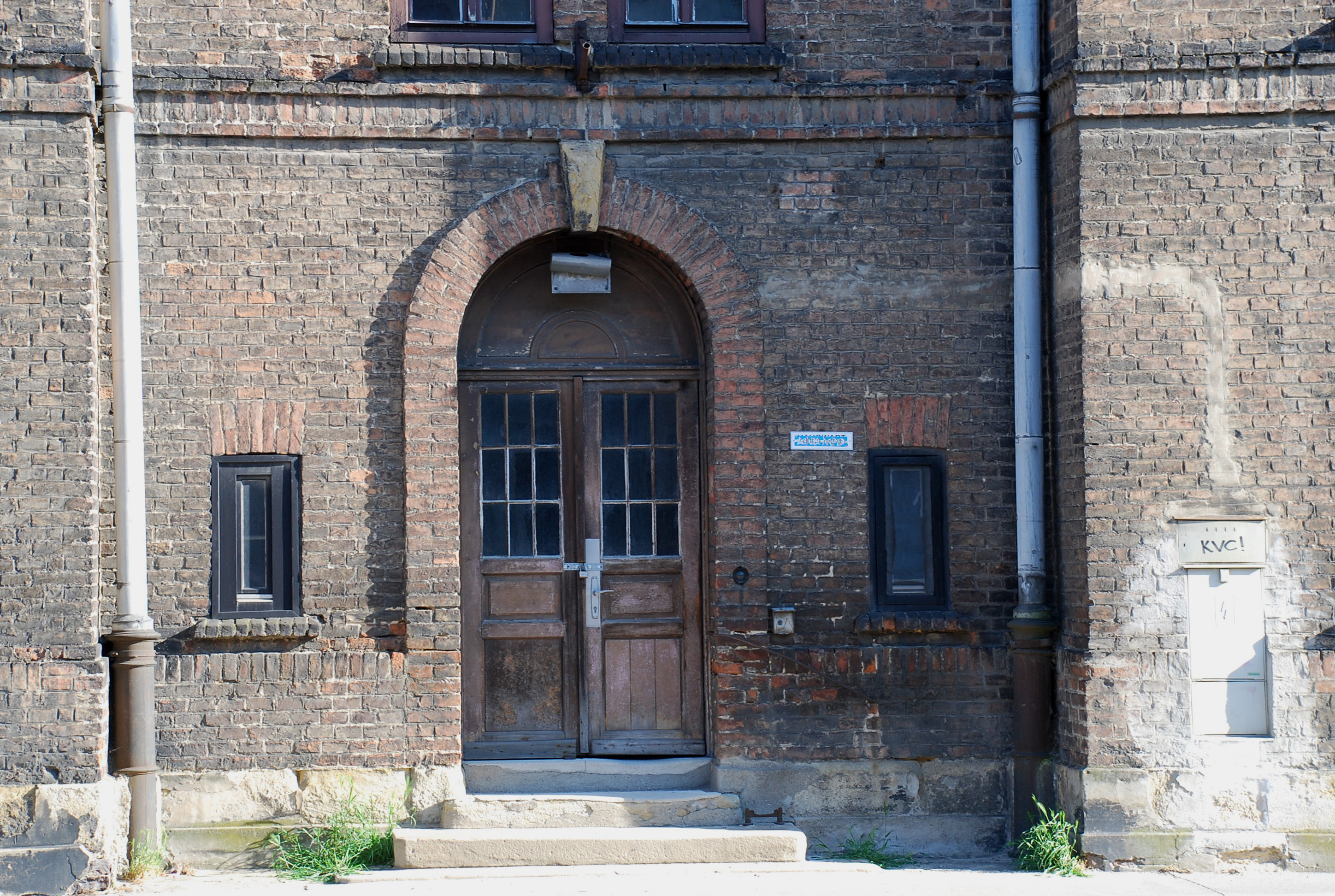
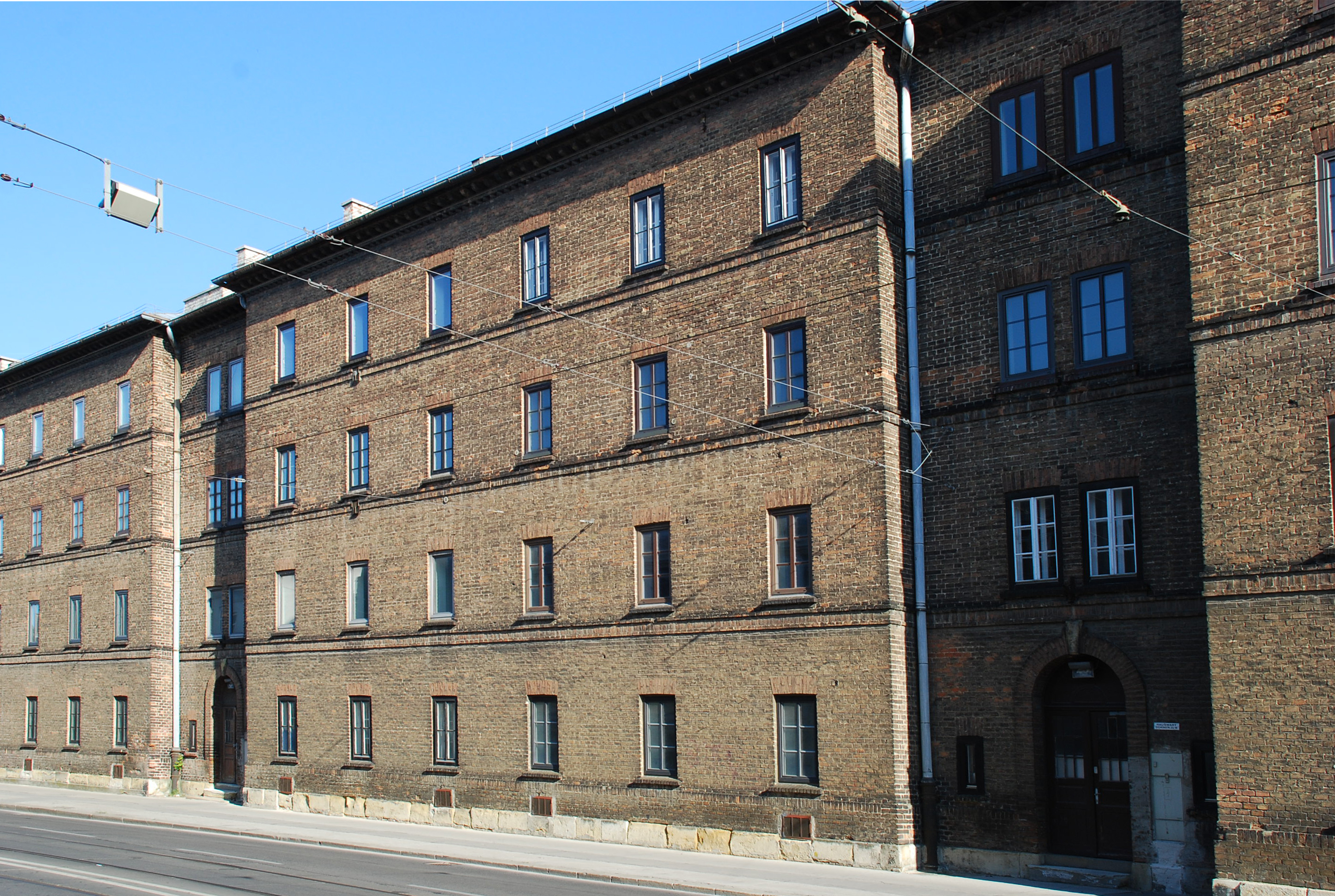
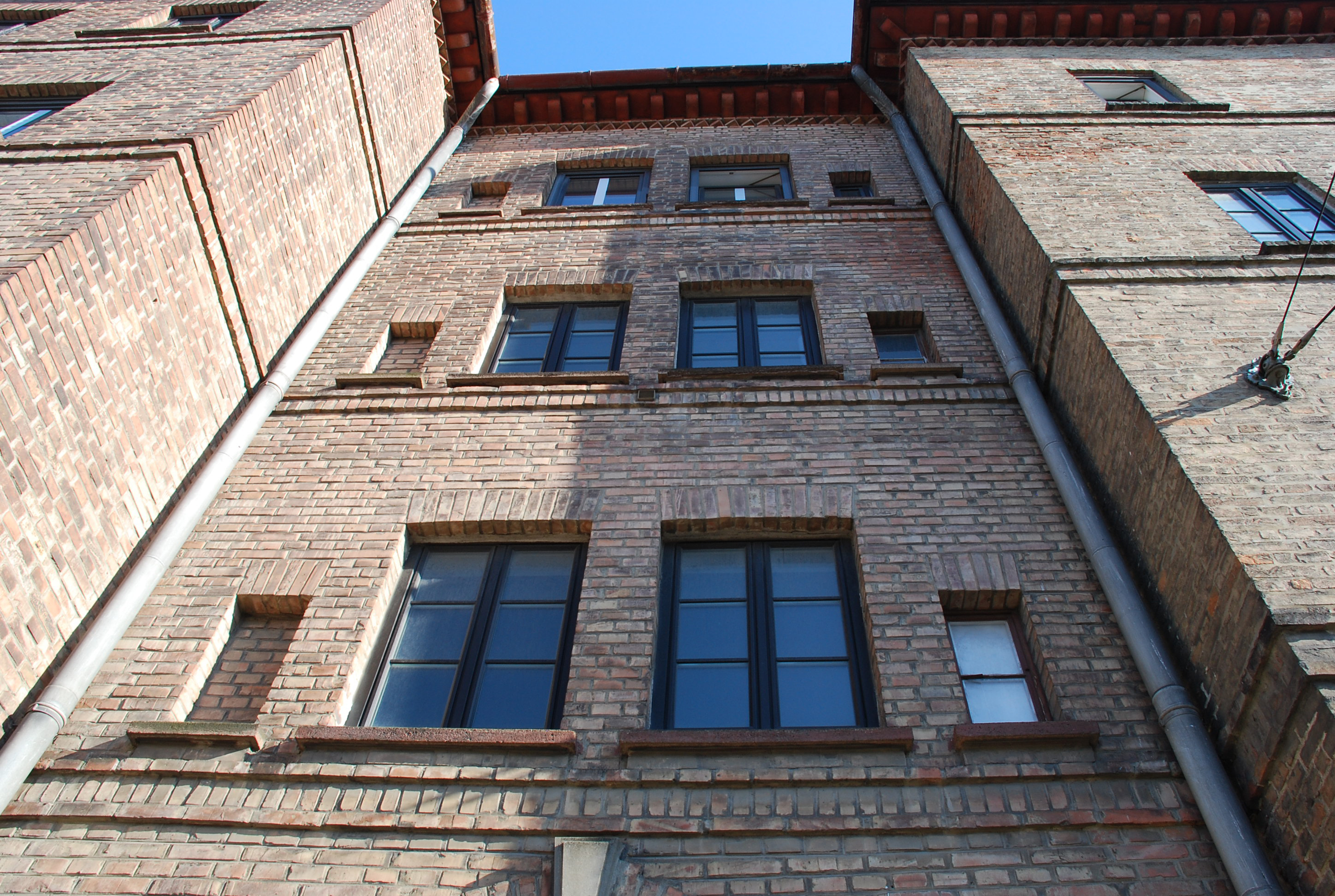
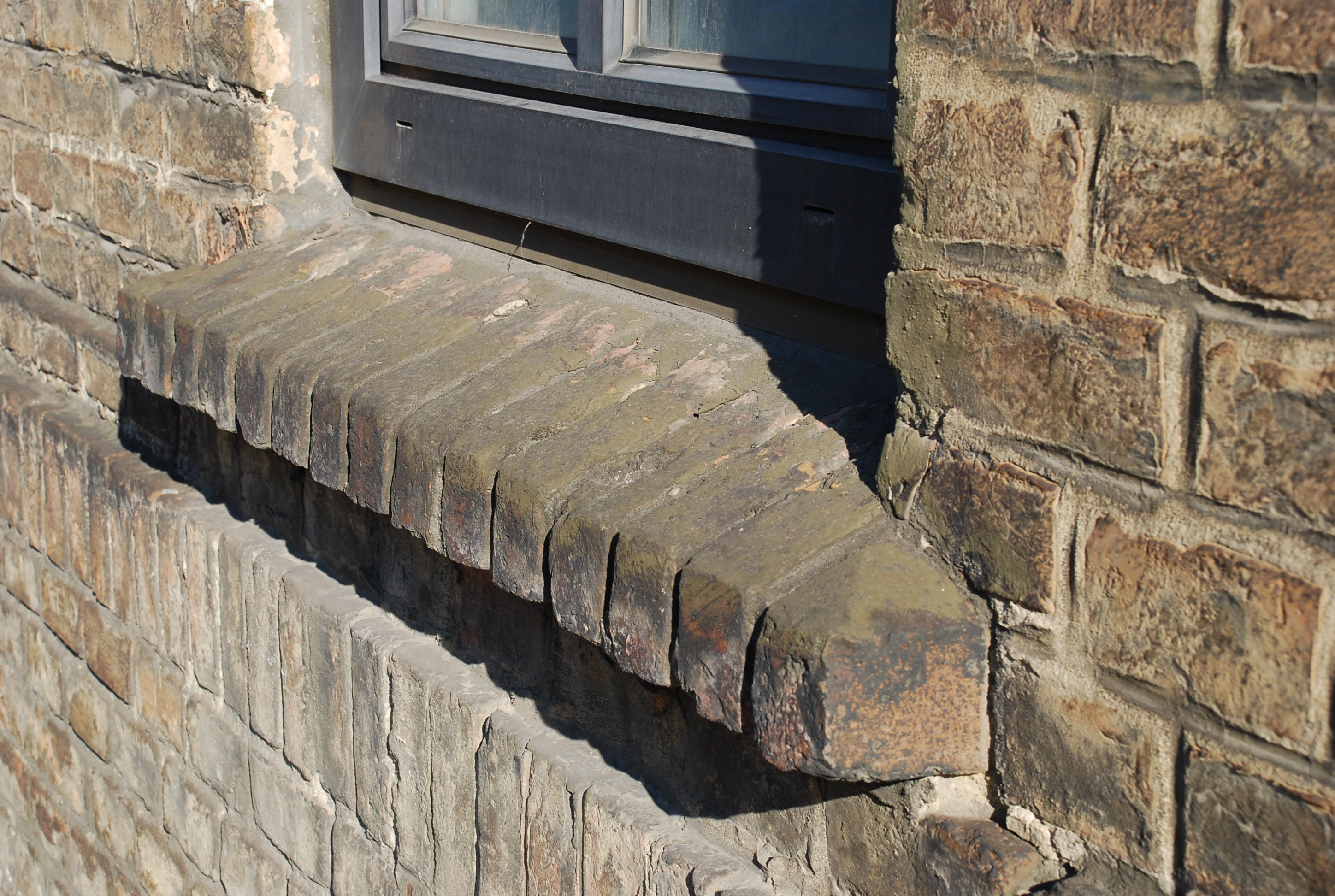
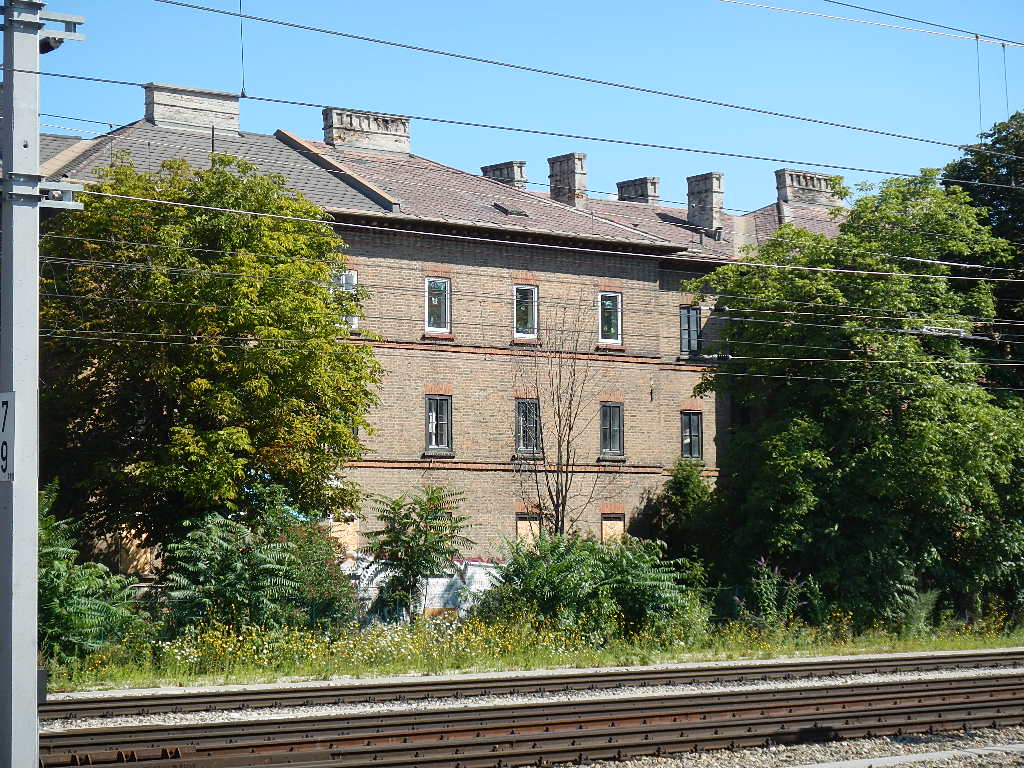
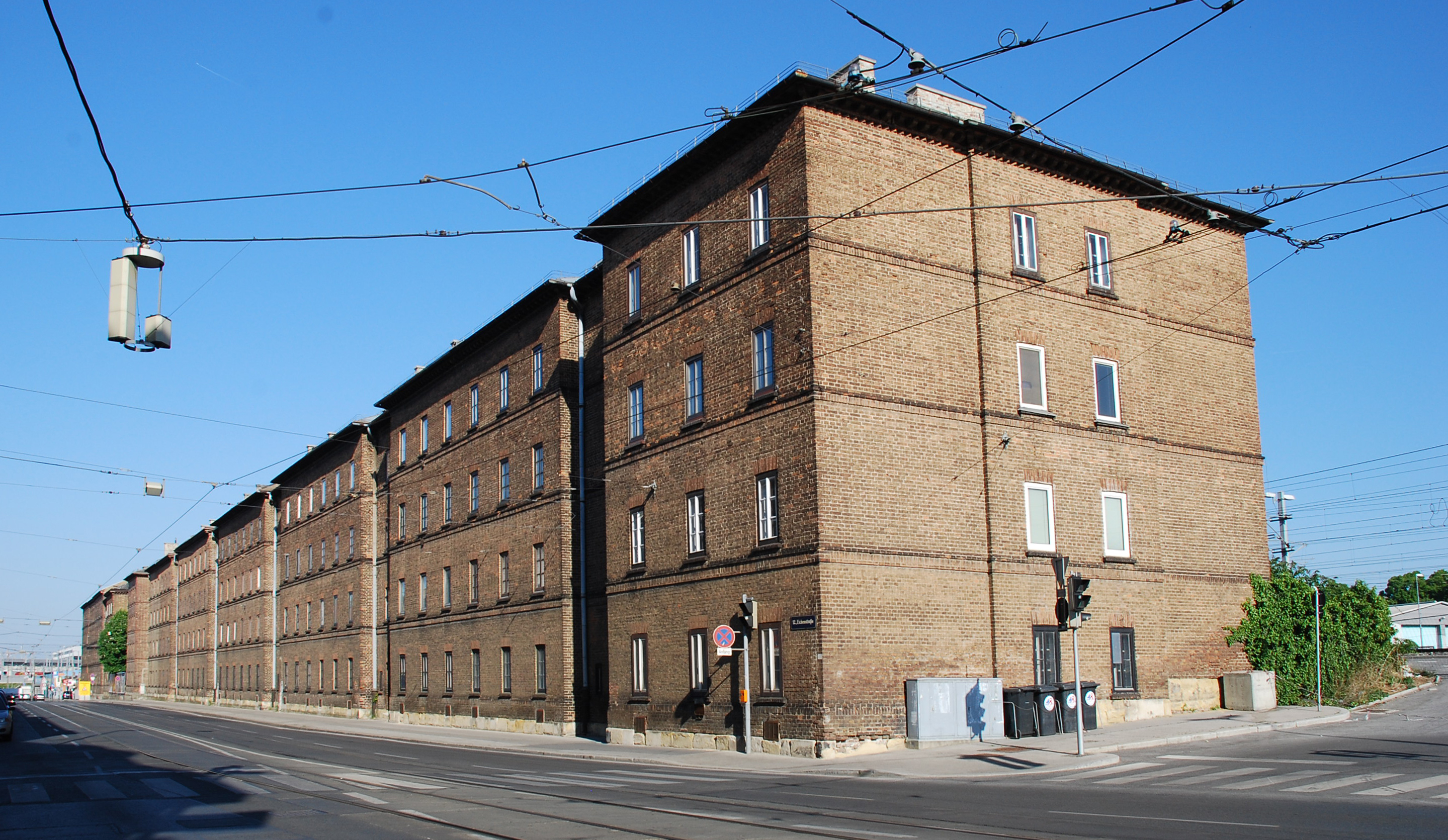

### Nr. 16 bis 22
Hier wurden 1875 / 1876 vom Architekten C. Bringmann auf dem gesamten, seitlich und hinten aus den Grundstücken Aßmayergasse 67–73, Murlingengasse 33–39 und Rottmayrgasse 20–26 bestehenden Häuserblock sechs nicht zusammenhängende, durch kleine Grünanlagen getrennte Doppelhäuser im Schweizerhausstil erbaut. Zur Murlingengasse gewendet, findet man ein bemerkenswertes Relief der Maria mit Kind aus der Bauzeit.

### Nr. 25: Bahnhof Wien Meidling
Das vor 2009 abgerissene Stationsgebäude war das letzte, das noch aus der Zeit der 1841 eröffneten Wien–Gloggnitzer Bahn erhalten war. Das Verwaltungsgebäude war zweistöckig und besaß noch die ursprüngliche Lisenengliederung; durch ein ebenerdiges Verbindungsgebäude war es mit dem Stationsgebäude mit originaler Attika verbunden. Aus der Zeit um 1900 stammten eine Fußgängerunterführung mit Fliesenverkleidung, die Stiegenaufgänge, Gitter und Bahnsteigflugdächer.
Im Bahnhofsgebäude befand sich eine kleine Privatkapelle, die von den Kreuzschwestern betreut wurde. Die Schwestern wohnten auch im Bahnhof und kümmerten sich um die Kinder der Bahnangestellten. 1904 übersiedelten sie in das neuerrichtete Klostergebäude in der Murlingengasse 71.
1841 war der Meidlinger Bahnhof als Durchfahrtsbahnhof ohne weitere Bahnanschlüsse nur eine Station 2. Klasse in der Rangordnung der Südbahngesellschaft. 1860 wurde Meidling zu einem Kreuzungsbahnhof durch die Errichtung der Verbindungsbahn, die Süd- und Westbahn miteinander verband. 1875 traf schließlich noch die Pottendorfer Linie hier auf die Südbahnstrecke. Diese Veränderungen sowie die allmähliche Ausdehnung des Matzleinsdorfer Frachtenbahnhofs bis zum Bahnhof Meidling und die Eröffnung der Schnellbahnlinien 1962 und der U-Bahn-Station Philadelphiabrücke, heute Bahnhof Meidling, 1989 machten ihn schließlich zum stärkstfrequentierten Bahnhof Wiens. Bis 2009 wurde der Bahnhof von Grund auf erneuert und umgestaltet, um den 2010 abgerissenen Südbahnhof bis zur Eröffnung der Fernverkehrsgleise des neuen Hauptbahnhofs, 2014 / 2015, ersetzen zu können. Seit 13. Dezember 2015 ist der Bahnhof Wien Meidling fixer Haltepunkt aller Wien berührenden ÖBB-Fernverkehrszüge, die seit diesem Tag jedenfalls bis zum Hauptbahnhof verkehren.

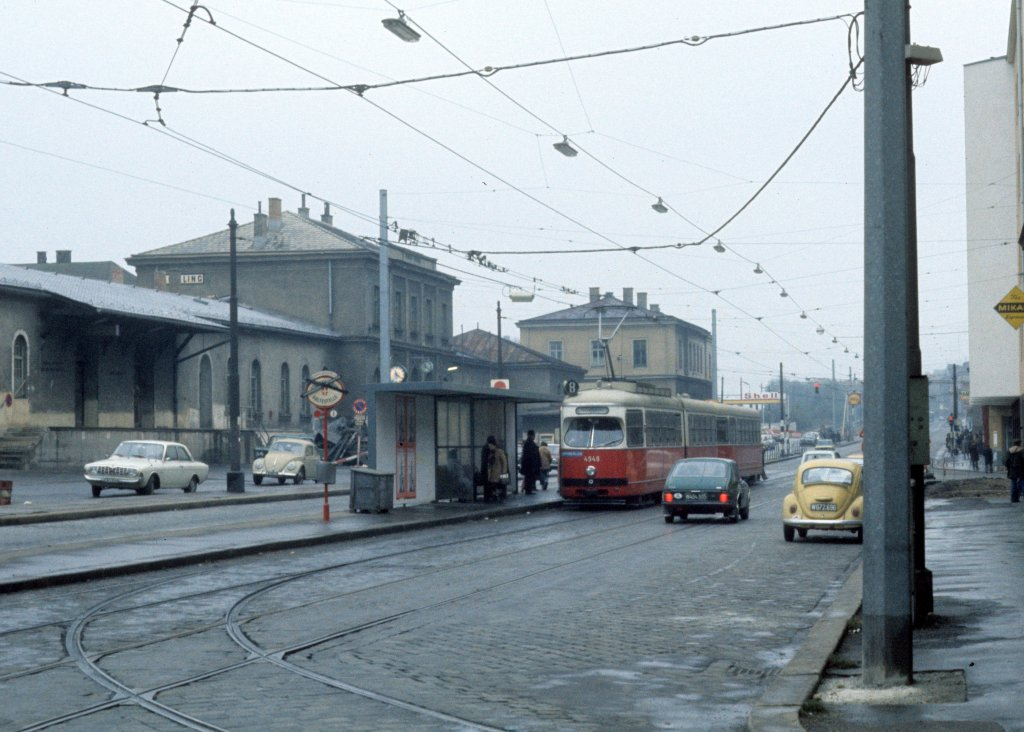
Das alte Bahnhofsgebäude im Jahr 1975
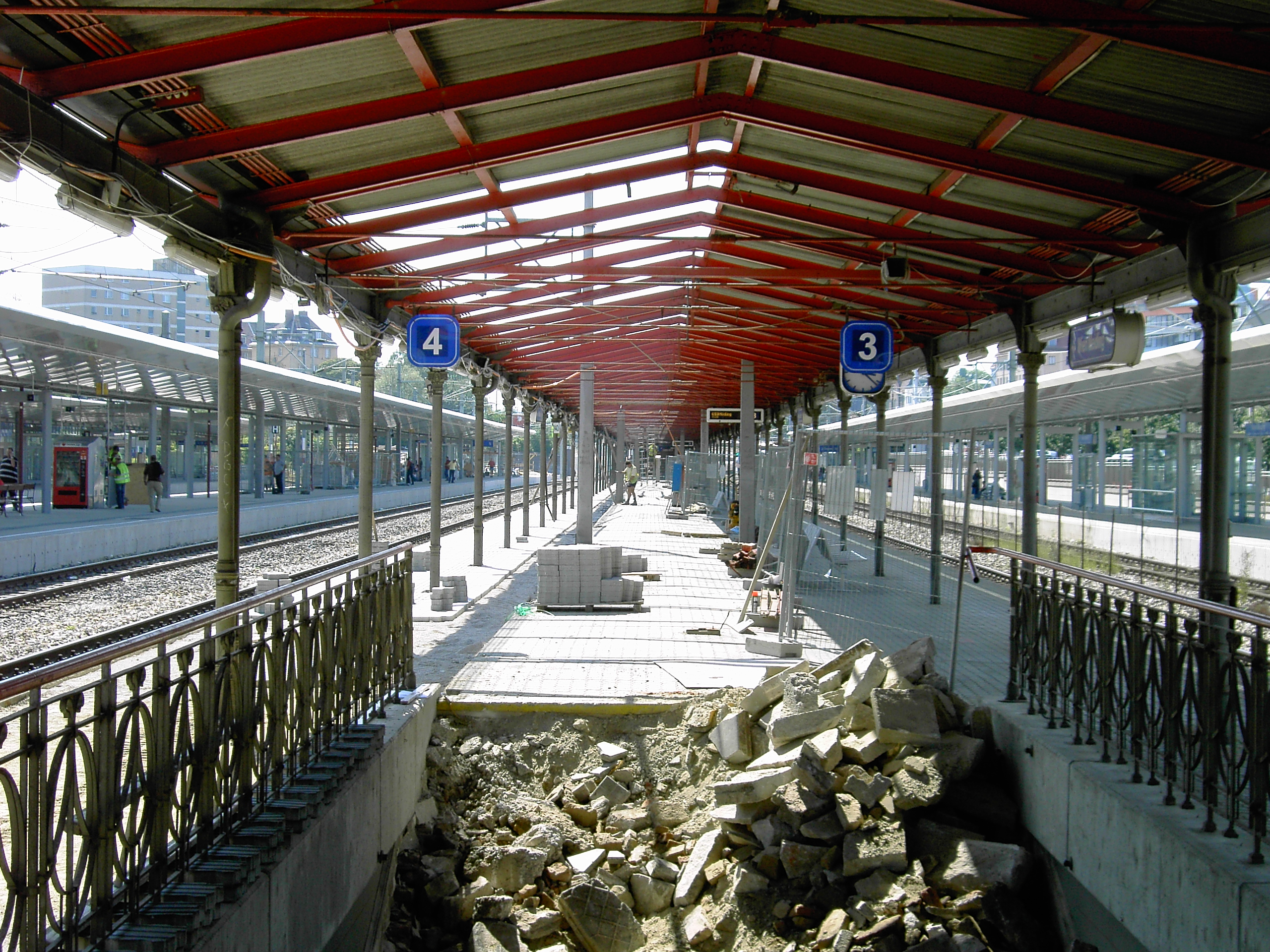
Bahnsteig des alten Bahnhofs
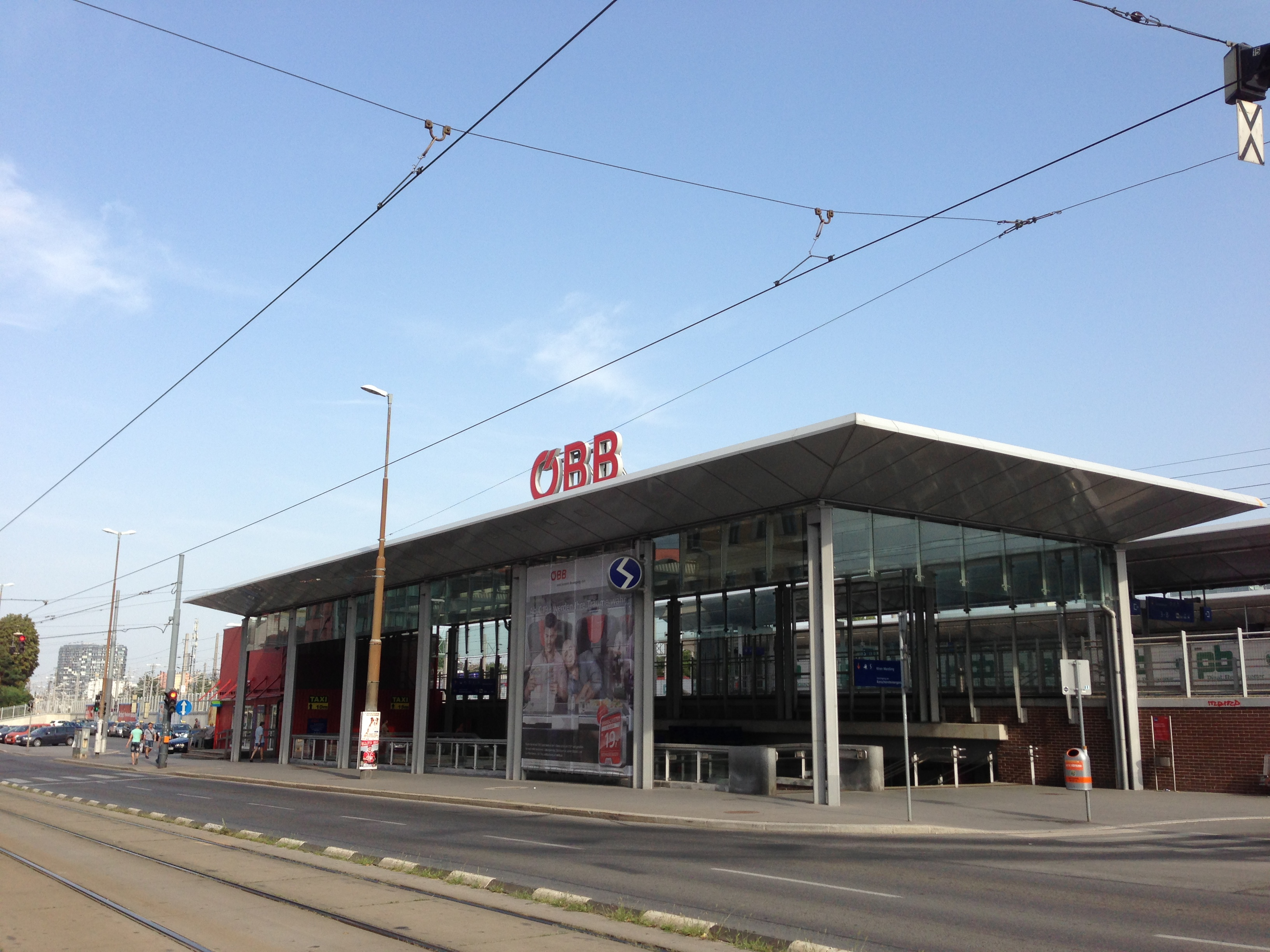
Das neue Bahnhofsgebäude
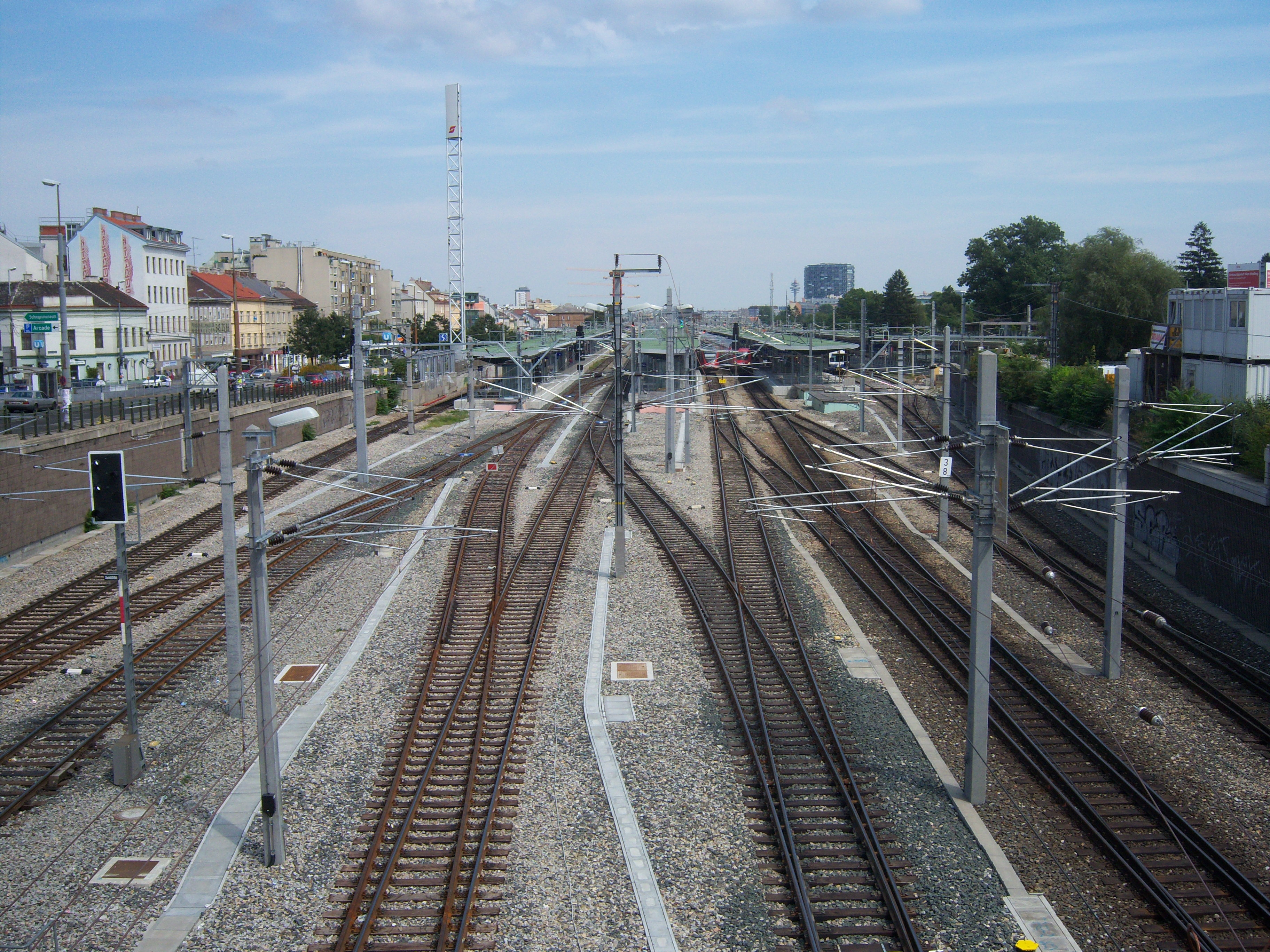
Bahnhofsgelände mit Gleisen, links die Eichenstraße
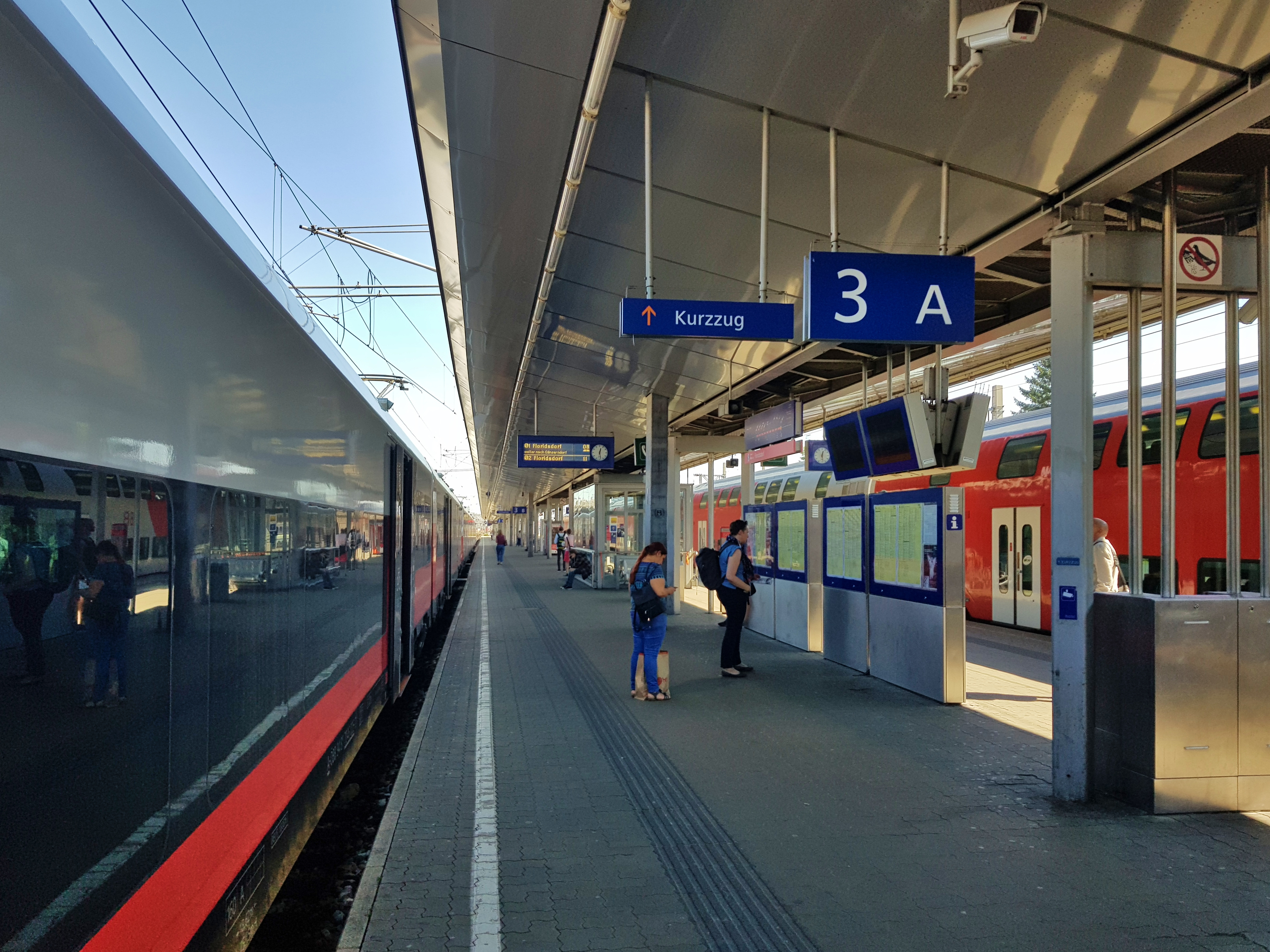
Neuer Bahnsteig
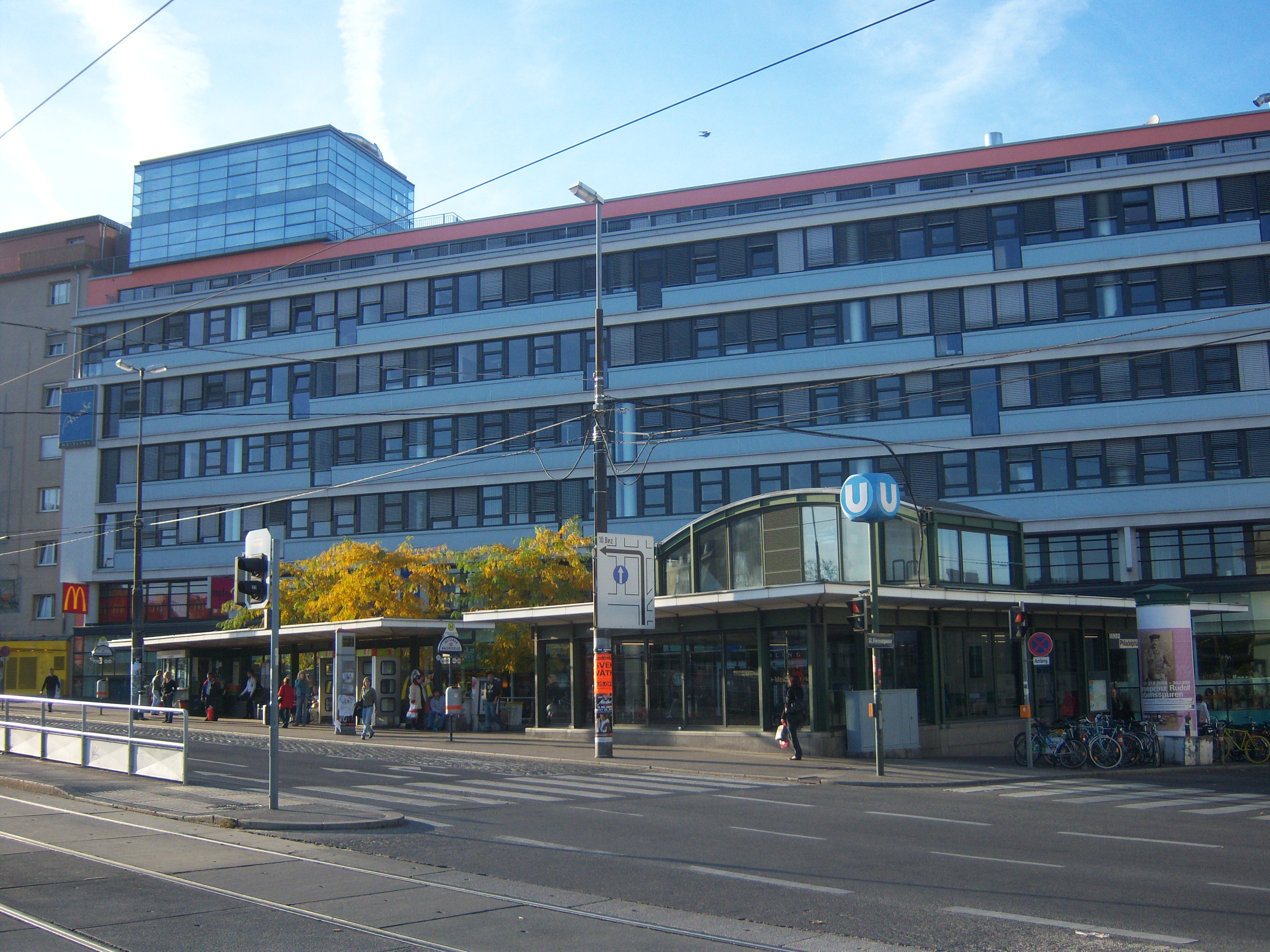
U-Bahn-Station an der Eichenstraße
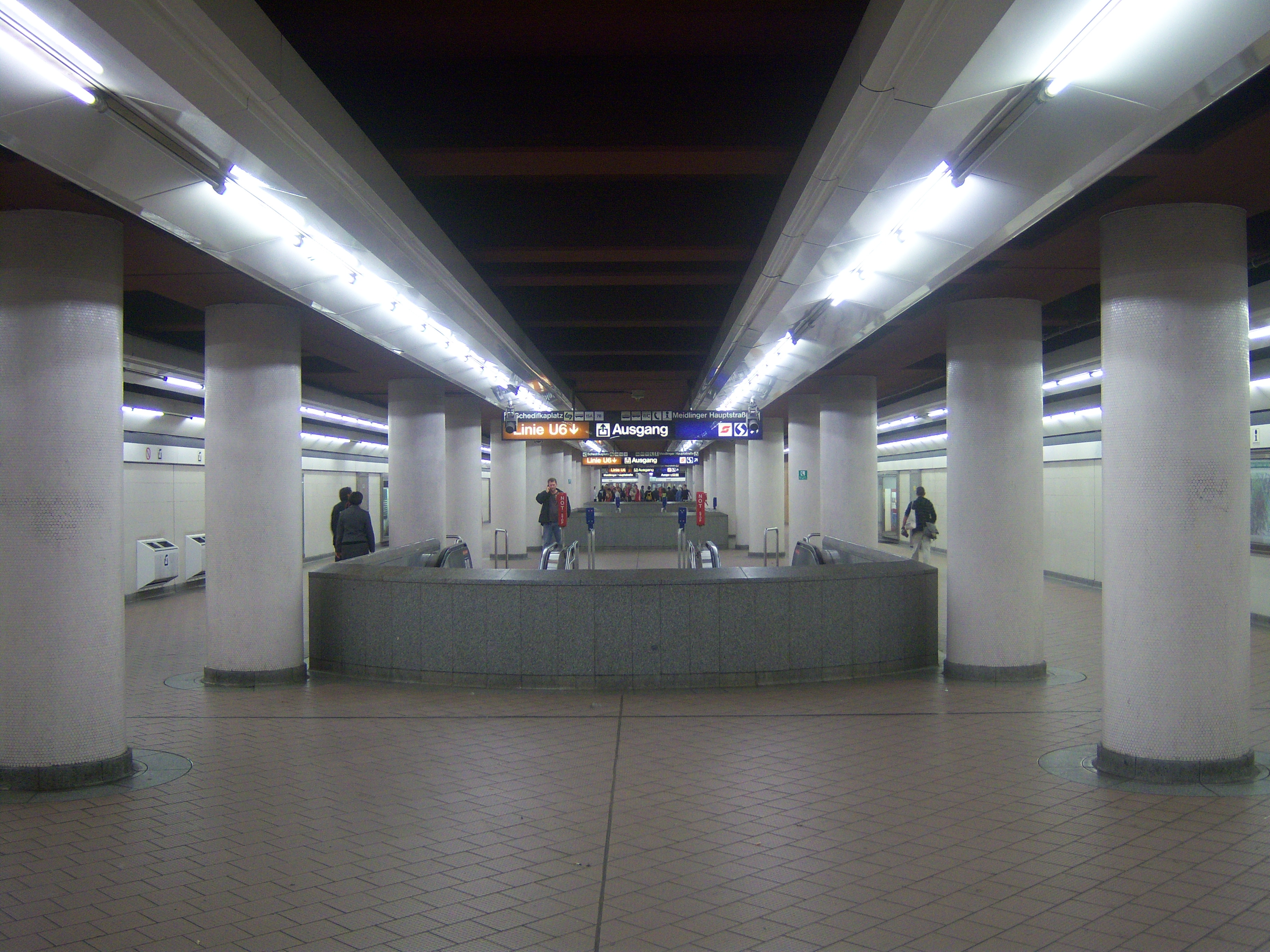
Unterirdischer Bahnhofsbereich

### Nr. 50 und 52

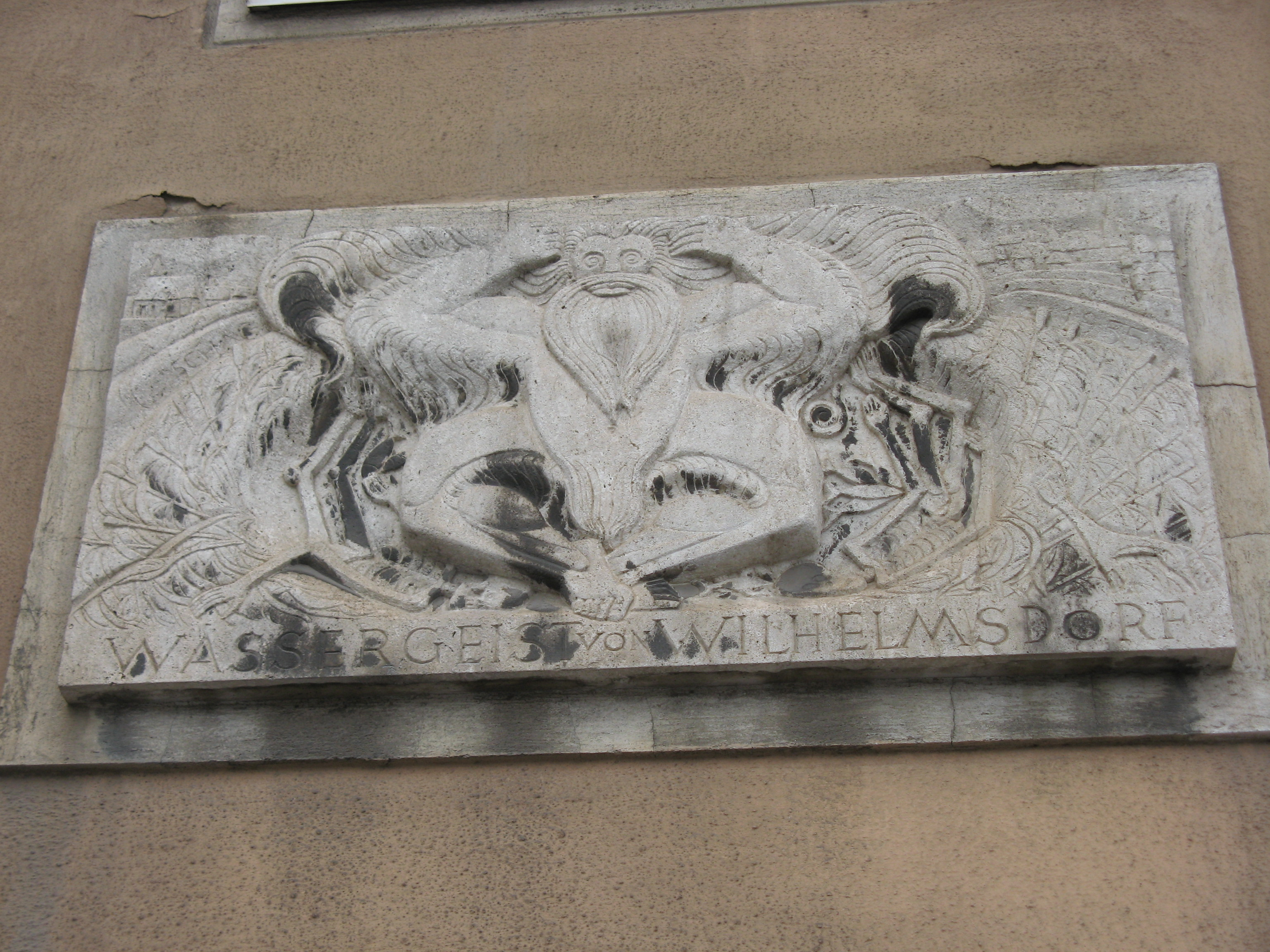
Relief „Wassergeist von Wilhelmsdorf“ (1955) von Josef Schagerl am Haus Nr. 50–52

Hier befand sich einst ein Arbeiterheim. Am Neubau aus der Nachkriegszeit befindet sich ein Natursteinrelief, Der Wassergeist von Wilhelmsdorf, aus dem Jahre 1955 von Josef Schagerl. Es erinnert an die Sage vom Wilhelmsdorfer Wassermann, der in den früher hier befindlichen Ziegelteichen gehaust haben soll.